# Bristol Bulldog
Бристоль «Бульдог» (англ. Bristol Bulldog) — британский истребитель межвоенного периода. Спроектирован под руководством Фрэнка С. Барнуэлла в КБ компании Bristol Aeroplane Company. Истребитель представлял собой одноместный цельнометаллический биплан с неубирающимся шасси и хвостовым костылём. Первый полёт совершил 17 мая 1927 года. Поставки в Королевские ВВС начались в мае 1929 года. Состоял на вооружении истребительного командования до 1937 года, когда начал заменяться на Gloster Gauntlet. К началу Второй мировой войны в Великобритании истребитель был полностью снят с вооружения.

## Модификации
Bulldog Mk. I
Прототип одноместного дневного и ночного истребителя; построены 2.
High-altitude Bulldog
Модификация первого прототипа с увеличенными крыльями для попытки побить рекорд высоты.
Bulldog Mk. II
Второй прототип и ранняя серийная модификация. Двигатель Bristol Jupiter VII (440 л.с. / 330 кВт); построено 92.
Bulldog Mk. IIA
Двигатель Bristol Jupiter VIIF (490 л.с. / 370 кВт), внесены некоторые изменения; построено 268.
Bulldog Mk. IIIA
Двигатель Bristol Mercury IV с кольцом Тауненда, изменена конструкция крыльев, упрочнен фюзеляж. Построено 2, один из них доработан и стал прототипом серии Mk. IV.
Bulldog Mk. IVA
Доработка Mk.III под спецификацию F.7/30 на дневной/ночной истребитель с четырьмя пулемётами. От британских ВВС заказов не поступало, но 17 машин с двумя 7,7-мм пулемётами Виккерс были проданы в Финляндию; всего построено 18.
Bulldog TM (Type 124)
Двухместная учебная модификация; 59 экземпляров.
"J.S.S.F." (Japanese Single-Seat Fighter)
Два самолёта построены по лицензии на японском заводе Nakajima.

## Выпуск
(указано количество самолётов Bristol Bulldog, принятых Королевскими ВВС:)
| Модификация                        | 1928 | 1929 | 1930 | 1931 | 1932 | 1933 | 1934 | 1935 | Всего |
| ---------------------------------- | ---- | ---- | ---- | ---- | ---- | ---- | ---- | ---- | ----- |
| Прототип                           | 1    |      |      |      |      |      |      |      | 1     |
| Mk.II                              |      | 25   |      |      |      |      |      |      | 25    |
| Mk.IIA                             |      |      | 44   | 151  | 54   | 28   |      |      | 277   |
| Учебный                            |      |      |      |      | 2    | 25   | 21   | 11   | 59    |
| Mk.IV                              |      |      |      |      |      |      | 1    |      | 1     |
| Силовой набор из нержавеющей стали |      |      |      |      |      |      |      | 1    | 1     |
| Итого                              | 1    | 25   | 44   | 151  | 56   | 53   | 22   | 18   | 364   |

## Экспорт
В межвоенный период самолёт активно экспортировался.
Латвия
В 1929—1930 годах поставлено 12 самолётов с двигателями Gnome-Rhône Jupiter VI и пулемётами Oerlikon: 5 в 1929 и 7 в 1930 (пять с двигателями Gnome-Rhône Jupiter VI и оставшиеся два с 9Asb). 5 из них прослужили до момента вхождения Латвии в состав СССР в 1940 году.
Япония
В 1929 году закуплен 1 экземпляр, с целью развертывания лицензионного производства. По факту смогли выпустить только 2 самолёта с Nakajima Jupiter.
США
В 1929 году закуплен один экземпляр для испытаний разбился при испытаниях, В начале 1930 года еще один Mk II с усиленной конструкцией был поставлен ВМС США взамен утраченного.
Сиам
В январе 1930 года закуплено 2 экземпляра Mk II.
Австралия
Также в январе 1930 года было поставлено 8 самолётов Mk II или Mk IIA, которые использовались до 1940 года.
Швеция
Поставлено 11 самолётов на замену J 5 и J 6 Jaktfalken, первые 3 машины Mk.II поступили в июле-августе 1930 года, остальные 8 Mk. IIA — в мае 1931 года. В ВВС Швеции именовались J7, К 1939 году 9 из них разбиты в лётных происшествиях. 2 оставшихся переданы Финляндии.
Эстония
В 1930 году поставлено 12 самолётов. В 1937 году 8 из них (вместе с несколькими Potez 25) проданы Испанскому республиканскому правительству и приняли участие в Гражданской войне. Оставшиеся 4 дослужили до 1940 года, когда вместе с латвийскими самолётами вошли в состав ВВС РККА, но фактически ими не использовались.
Дания
В 1931 году поставлено 4 самолёта Bulldog Mk IIA с двигателями Jupiter VIFH и пулемётами Madsen. Использовались в составе Армейского авиационного корпуса. К моменту германского
вторжения в апреле 1940 года три уцелевшие машины были уже разоружены и использовались только в качестве учебных.
Финляндия
Зимой 1934—1935 года поставлено 17 самолётов модели Mk.IVa (бортовой код BU). В 1939 году к ним добавились 2 самолёта из Швеции. Большая часть этих самолетов попала в истребительную эскадрилью LLv 26. На самолёте этой модели была одержана 1-я победа Финских ВВС. Использовались как учебные до 1942 года и оставались на вооружении до начала 1944 года.
Испания
В 1937 году 8 самолётов куплены в Эстонии. Вместе с другими машинами участвовали в боях на Северном фронте в составе эскадрильи “Circo Krone”. Один из них был захвачен франкистами в Сантандере и демонстрировался на выставке трофеев.

## Тактико-технические характеристики (Bulldog IIa)

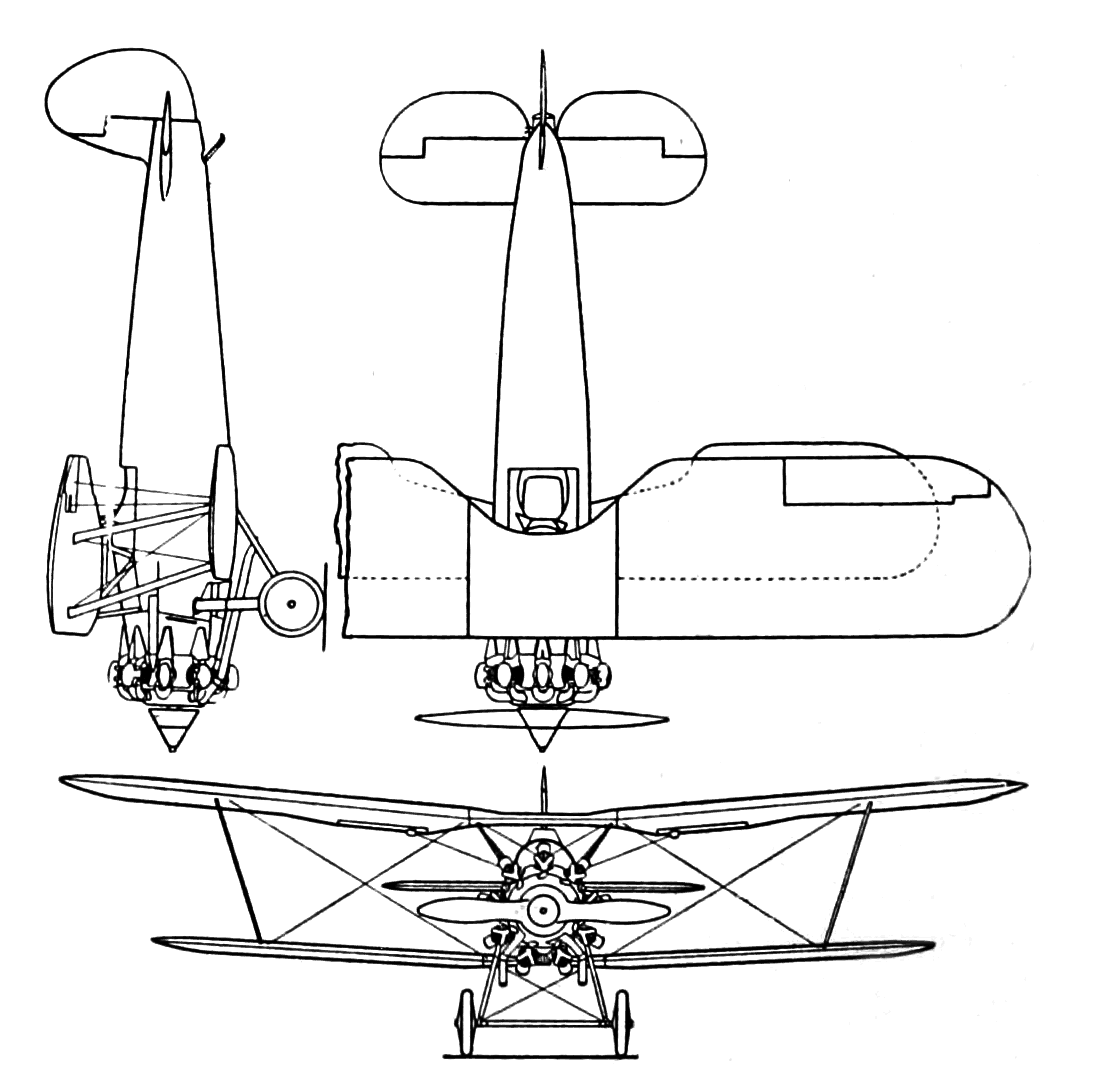
Схема Bristol Bulldog из журнала Aero Digest за ноябрь 1930 года.

Источник:Bristol Aircraft Since 1910
Технические характеристики
- Экипаж: 1
- Длина: 7,67 м
- Размах крыла: 10,31 м
- Высота: 2,67 м
- Площадь крыла: 28,5 м²
- Профиль крыла: Bristol 1A, все крылья.
- Масса пустого: 1 000 кг
- Максимальная взлётная масса: 1 583 кг
- Силовая установка: 1 × Bristol Jupiter VIIF
- Мощность двигателей: 1 × 490 лс (1 × 370 кВт)
- Воздушный винт: двухлопастный деревянный фиксированного шага

Лётные характеристики
- Максимальная скорость: 286 км/ч
- Практический потолок: 8 900 м

Вооружение
- Стрелково-пушечное: 2x .303 in (7,7 мм) фиксированный пулемёт Vickers.
- Бомбы: 4x9 кг (20 фунтов) бомб.

## Самолёт в экспозициях музеев

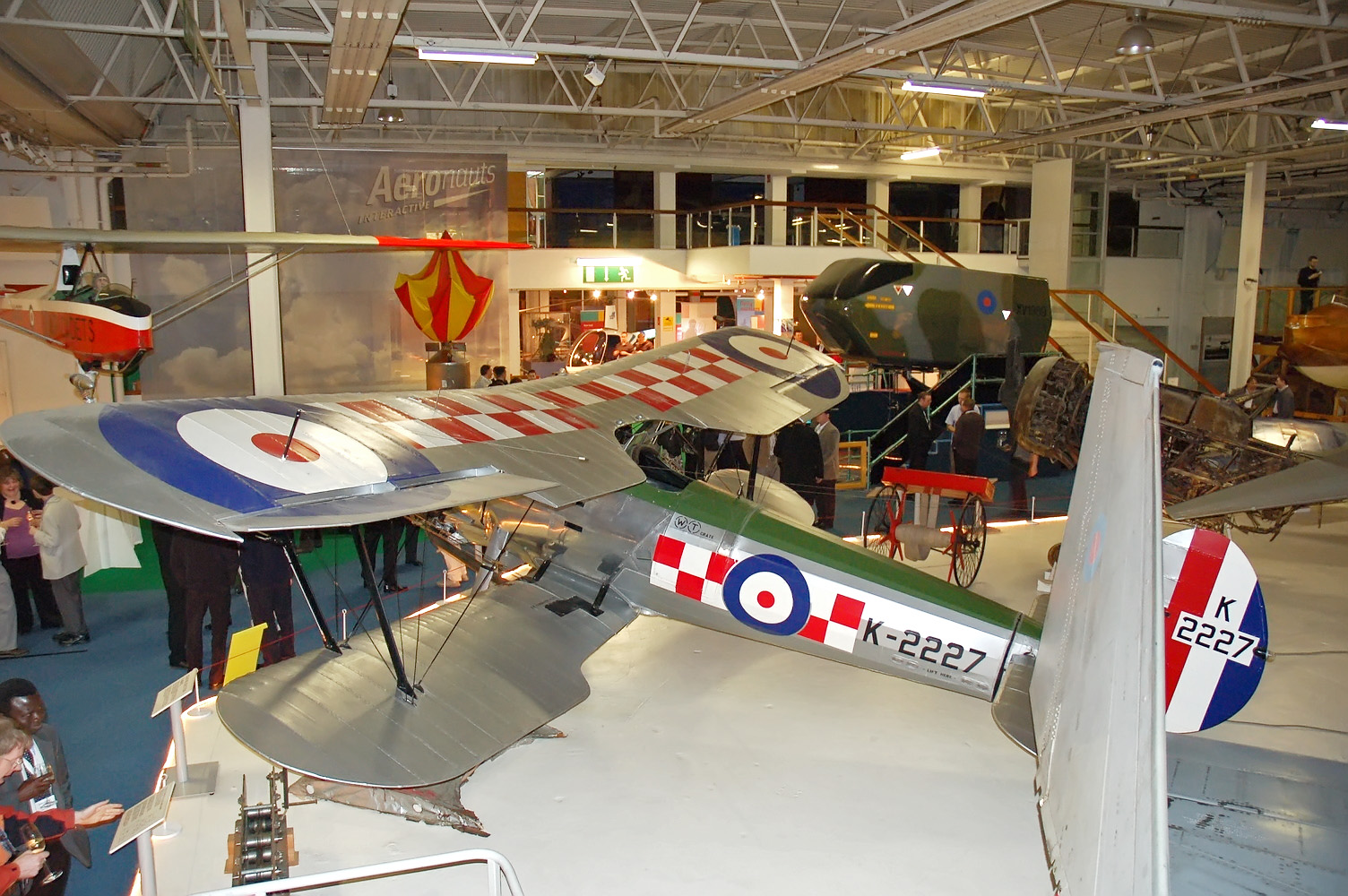
Bristol Bulldog, RAF Museum, Hendon

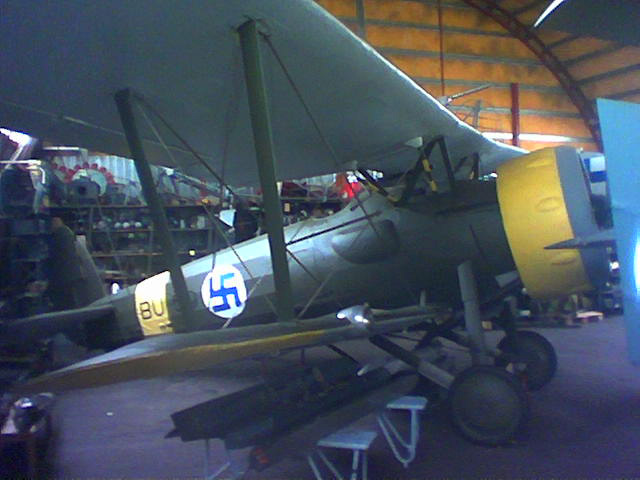
BU-59 из Халлинпортти

В Музее авиации Халлинпортти выставлен отреставрированный Bristol Bulldog (BU-59).